# Нясиннеула

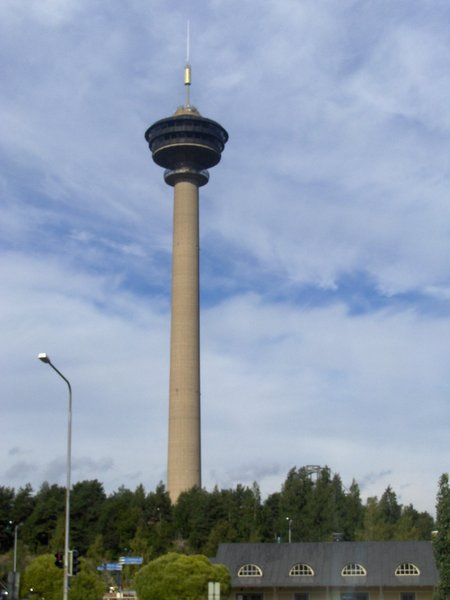
Нясиннеула

Нясиннеула (фин. Näsinneula) — cмотровая башня, расположена на территории парка развлечений Сяркянниеми в городе Тампере (Финляндия). Возвышается над озером Нясиярви. Смотровая башня Нясиннеула является одним из символов Тампере, видна за много километров до въезда в город.
Нясиннеула — высочайшее отдельно стоящее сооружение не только в Финляндии, но и скандинавских стран. Построена в 1971 году. Высота башни 168 метров. На высоте 124 метра расположен вращающийся ресторан. Один её поворот длится 45 минут.
Одним из достоинств башни является высокоскоростной лифт, поднимающий пассажиров за 32 секунды на высоту 124 метра со скоростью 6 м в секунду.
Смотровая башня была спроектирована архитектором Пеккой Ильвескоски. Подножие смотровой башни находится в 35 м над уровнем озера Нясиярви.
На вершине башни установлена цветовая сигнализация, указывающая прогноз погоды:
Прогноз погоды по цветам:
| три желтых                |  |  |  | = ясно                  |
| два желтых и один зеленый |  |  |  | = переменная облачность |
| один желтый и два зеленых |  |  |  | = вероятность дождя     |
| три зелёных               |  |  |  | = дождливая погода      |

## Галерея

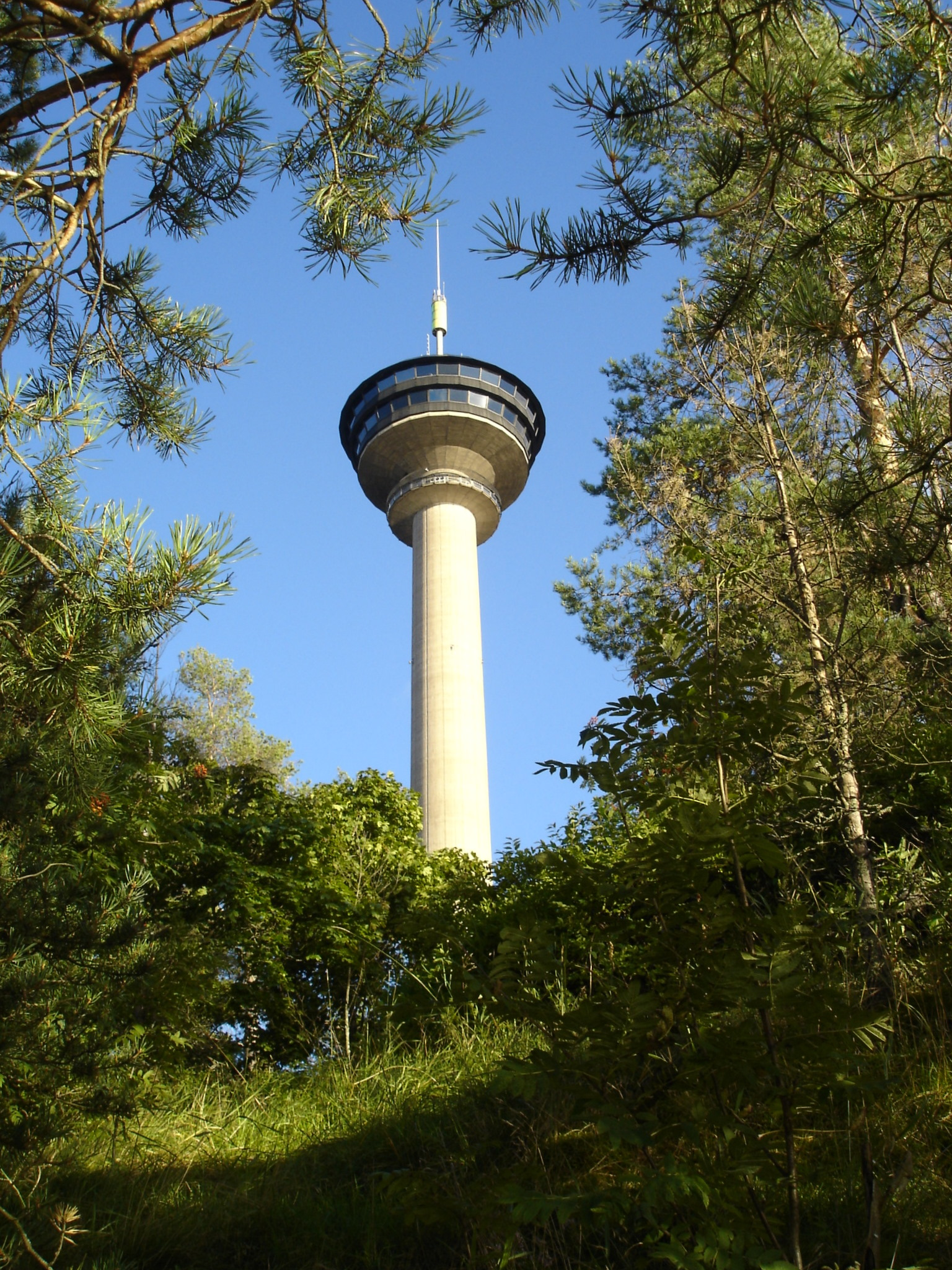
Смотровая башня Нясиннеула
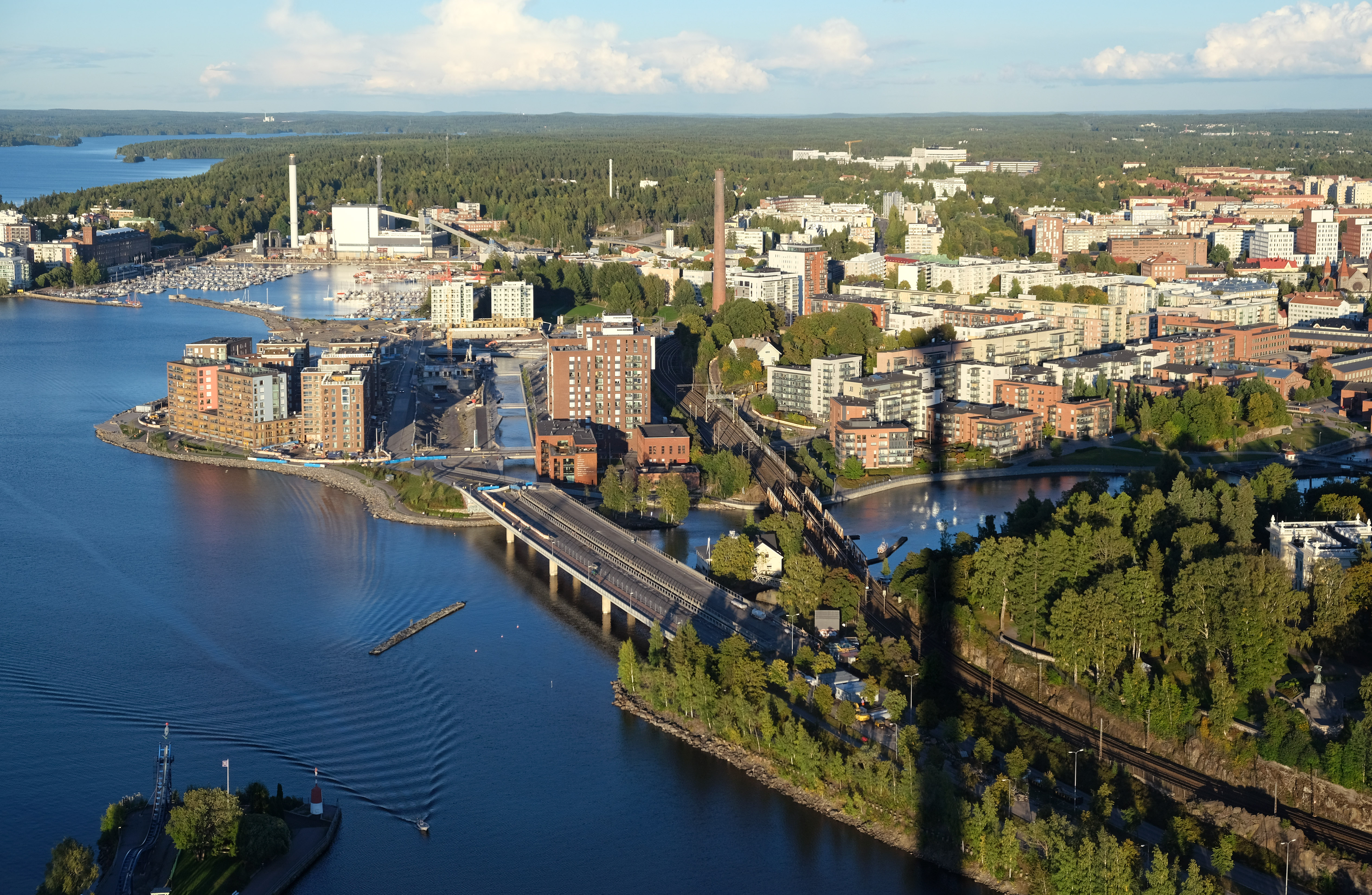
Вид на город Тампере со стороны Нясиннеула
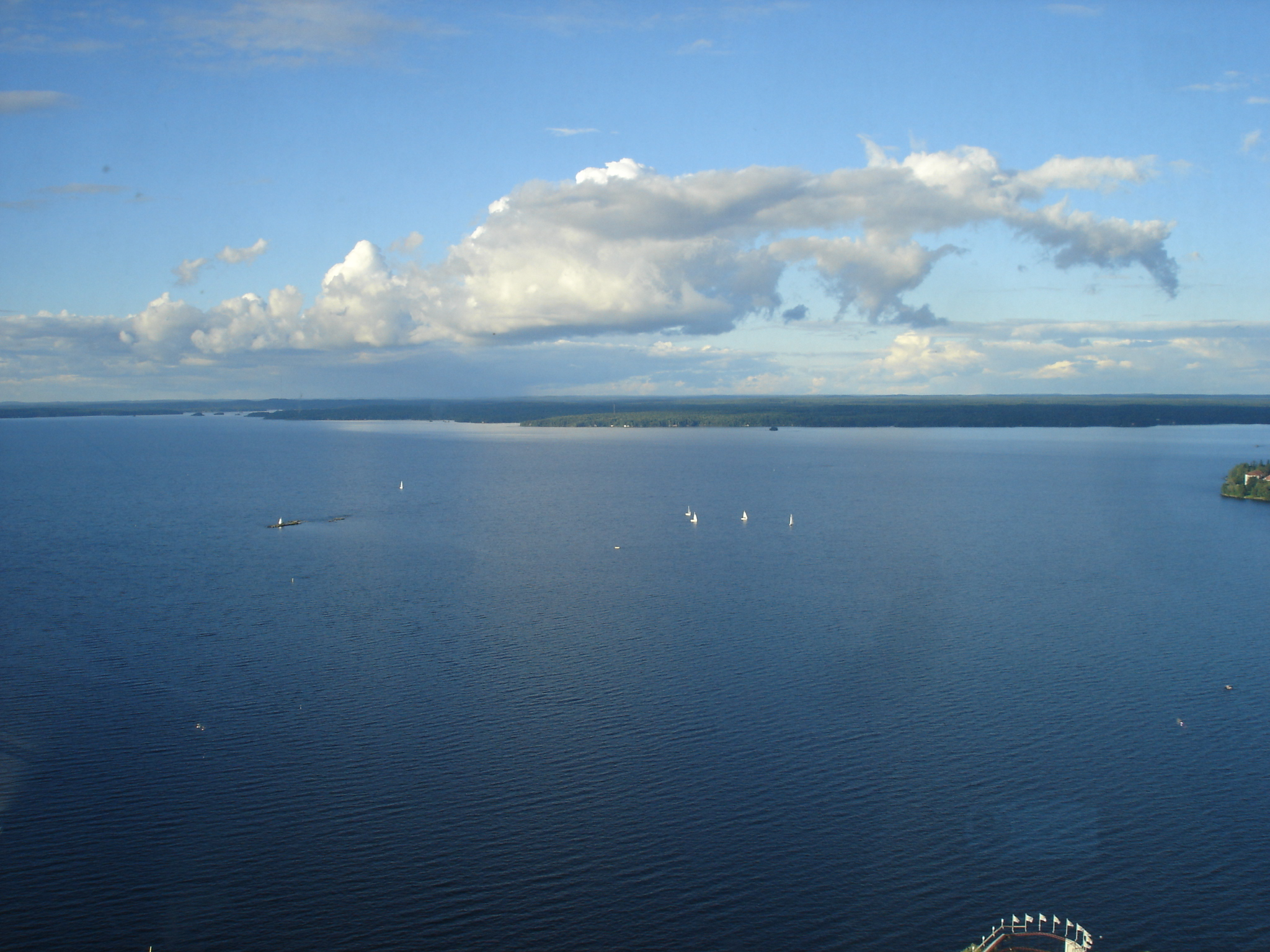
Вид на озеро Нясиярви с башни
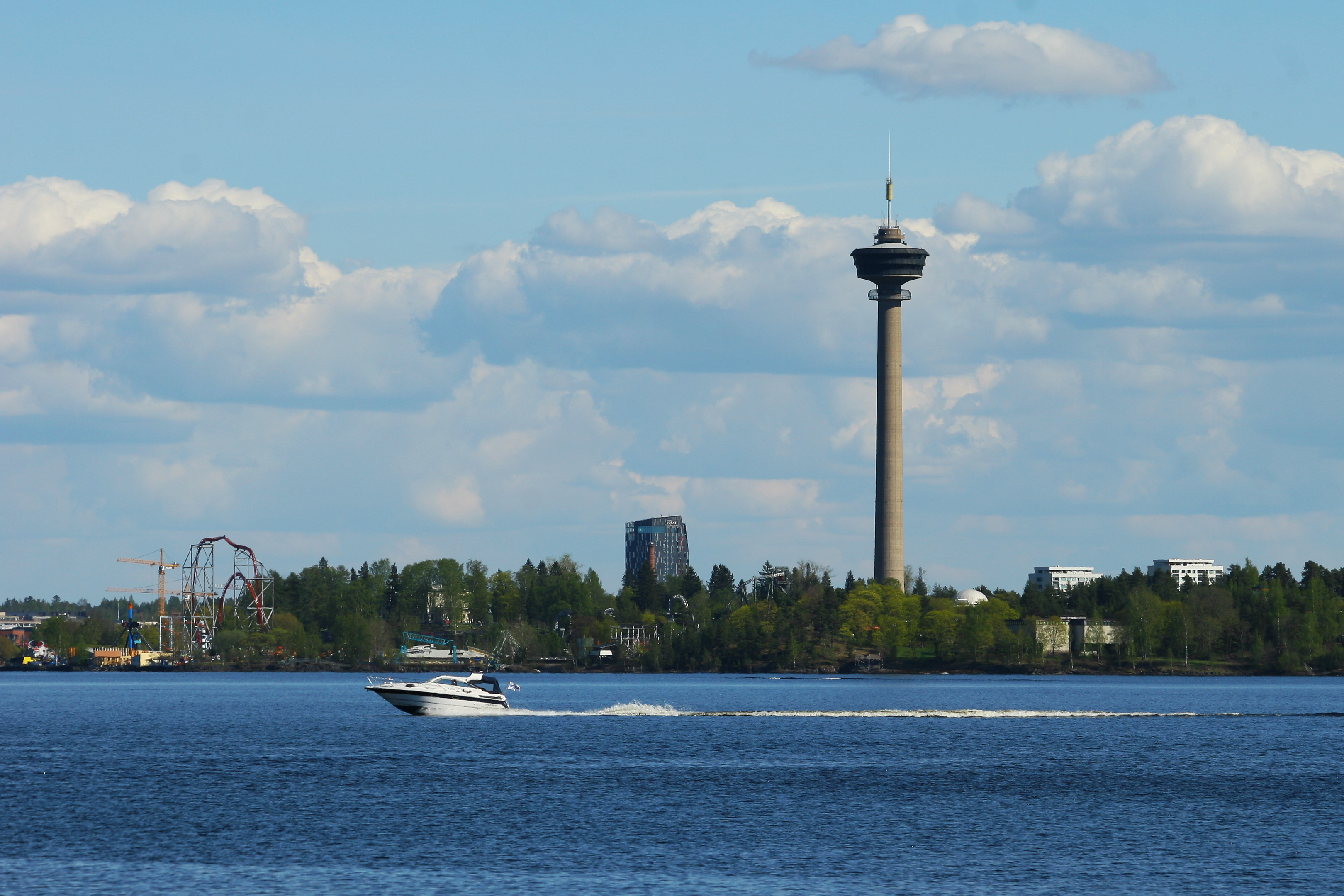
Вид на озеро Нясиярви и башню
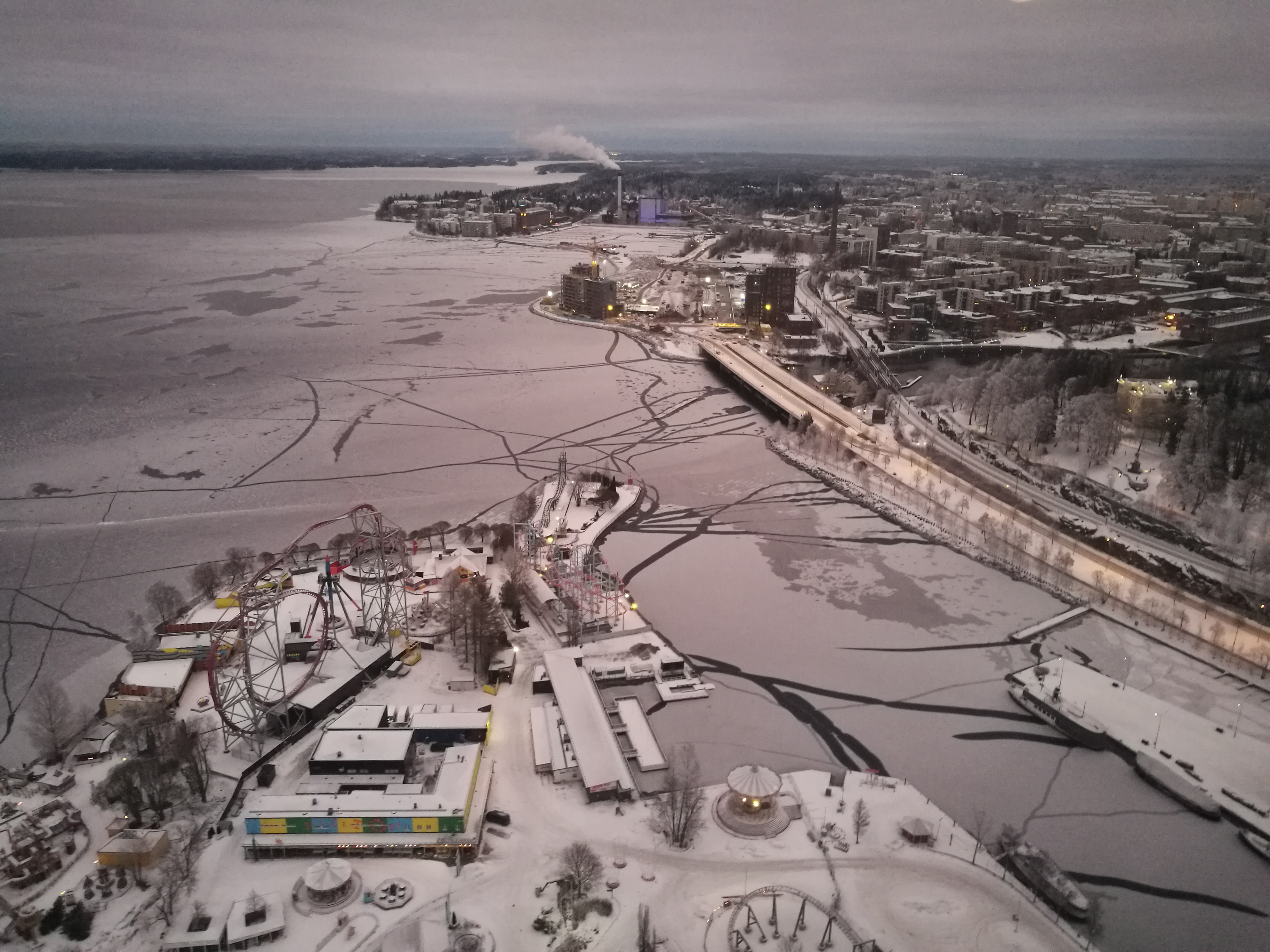
Вид зимой с севера на Тампере и озеро Нясиярви с башни
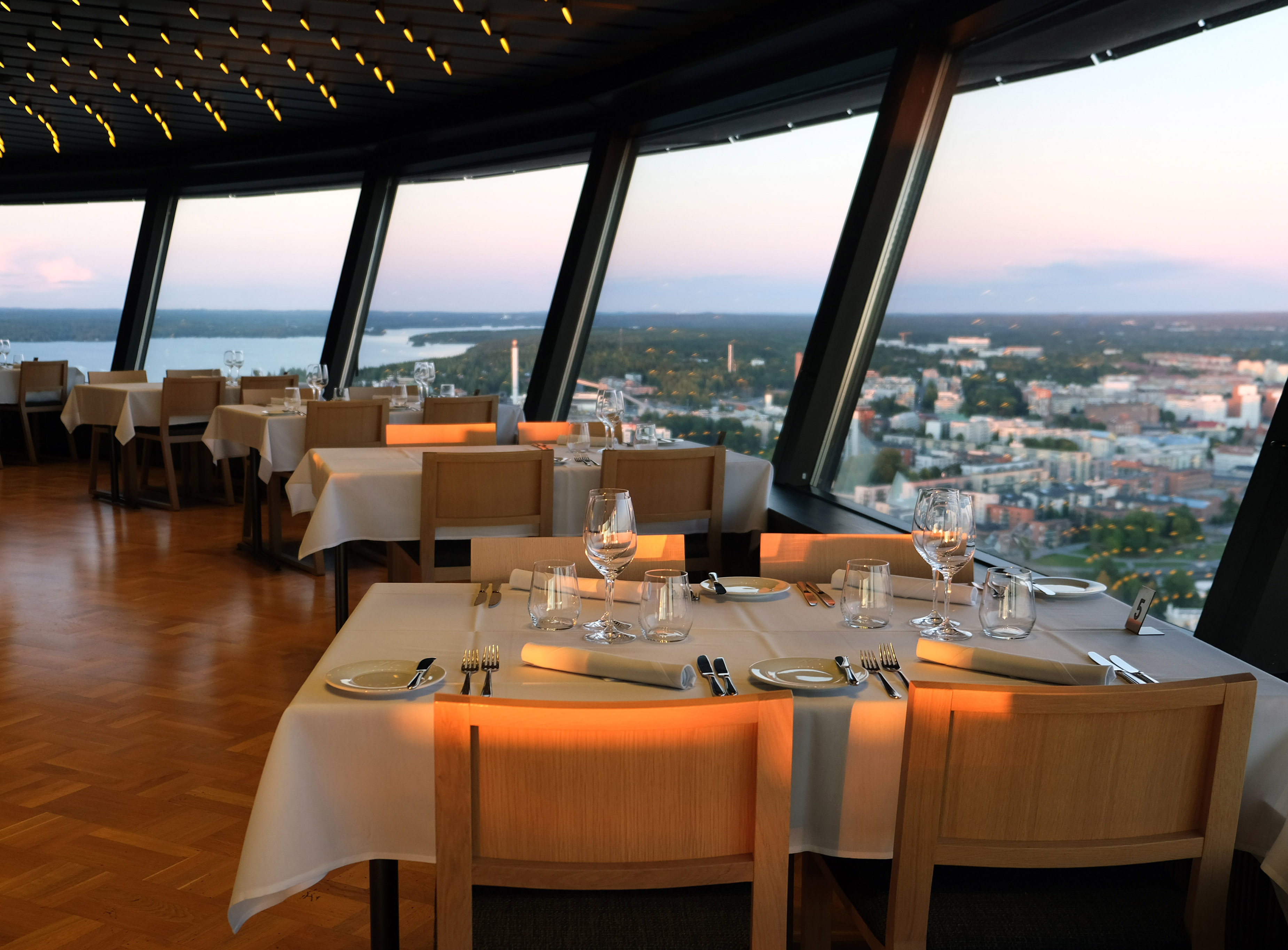
Ресторан
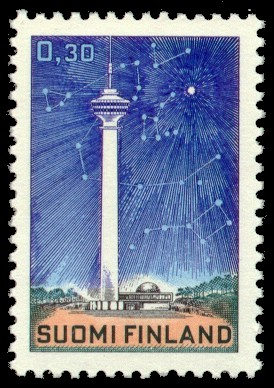
Нясиннеула на почтовой марке Финляндии. 1971 г.